# تشي يو
تشي يو (بالصينية: 蚩尤) كان زعيمًا قبليًا لقبيلة لي التاسعة (بالصينية: 九黎) في الصين القديمة. وهو معروف على نحو أفضل بالملك الذي خسر ضد الإمبراطور الأصفر المستقبلي خلال عهد الملوك الثلاثة وعصر الأباطرة الخمسة في الأساطير الصينية. كان تشي يو، بالنسبة لشعب همونغ، ملكاً حكيماً وهو ذو أصل معقد ومثير للجدل بشكل خاص، حيث أنه قد يدخل ضمن شعوب دونغي [الإنجليزية] وشعب المياو أو حتى شعوب نانمان [الإنجليزية]، اعتماداً على المصدر ووجهة النظر. واليوم، صار تشي يو يُكرَّم ويُعبد باعتباره إله الحرب وأحد الآباء المؤسسين الثلاثة الأسطوريين للصين.

## الوصف

### سمات شخصية
وفقًا لكتاب تاريخ سلالة سونغ لوشي، كان لقب تشي يو هو جيانغ (姜)، وكان من نسل ياندي. وطبقاً للأسطورة فإن تشي يو كان يحمل رأساً برونزياً بجبهة معدنية. كان لديه 4 عيون و6 أذرع، وهو يحمل أسلحة حادة رهيبة في كل يد. وفي بعض المصادر، كان لدى تشي يو بعض السمات المرتبطة ببوفينات (بأبقار) أسطورية مختلفة: كان رأسه عبارة عن رأس ثور مع قرنين، على الرغم من أن الجسم كان بشري، وأن ذراعيه الخلفية كانتا ذراعا دب. ويقال إنه كان شرساً جدًا، وأنه كان لديه 81 أخاً. وكثيراً ما وصفته مصادر تاريخية بأنه «زعيم جريء»، وكذلك «شجاع». وقد أكدت بعض المصادر أن الرقم 81 يجب أن يرتبط مع 81 عشيرة في مملكته. وعرف تشي يو الأبراج وتعاويذ القدماء التي تمنحه التحكم بالطقس. على سبيل المثال، فلقد أحدث ضبابًا أحاط بهوانغ دي وجنوده أثناء معركة زولو [الإنجليزية].

### القبيلة
تشي يو يعتبر زعيم قبيلة لي التاسعة حسب كل المصادر تقريباً، إلا أن انتماءاته العرقية الدقيقة معقدة للغاية، حيث ذكرت مصادر متعددة أنه ينتمي إلى قبائل مختلفة، بالإضافة إلى عدد من الشعوب المختلفة التي كان من المفترض أن تنحدر منه بشكل مباشر. بعض مصادر الأسر الحاكمة اللاحقة، مثل كتاب غويو، اعتبر قبيلة تشي يو (لي) مرتبطة بقبيلة سان مياو القديمة (三苗). في مدينة تشولو القديمة يوجد تمثال لتشي يو تخليدًا لذكراه باعتباره السلف الأصلي لشعب الهمونغ. يعتبر المكان مسقط رأس سان مياو/شعب مياو، كون الهمونغ مجموعة فرعية من مياو. وفي مصادر تتبع لوجهة نظر الهمونغ، تسمى قبيلة «لي التاسعة» مملكة «جيولي»، جيولي تعني «لي التاسعة». ويعتبر الباحث الصيني الحديث من الهان وينغ دوجيان أن جيولي وسان مياو من النانمان الجنوبيين. كما تم عد تشي يو كجزء من دونغي.

## معارك ملحمية

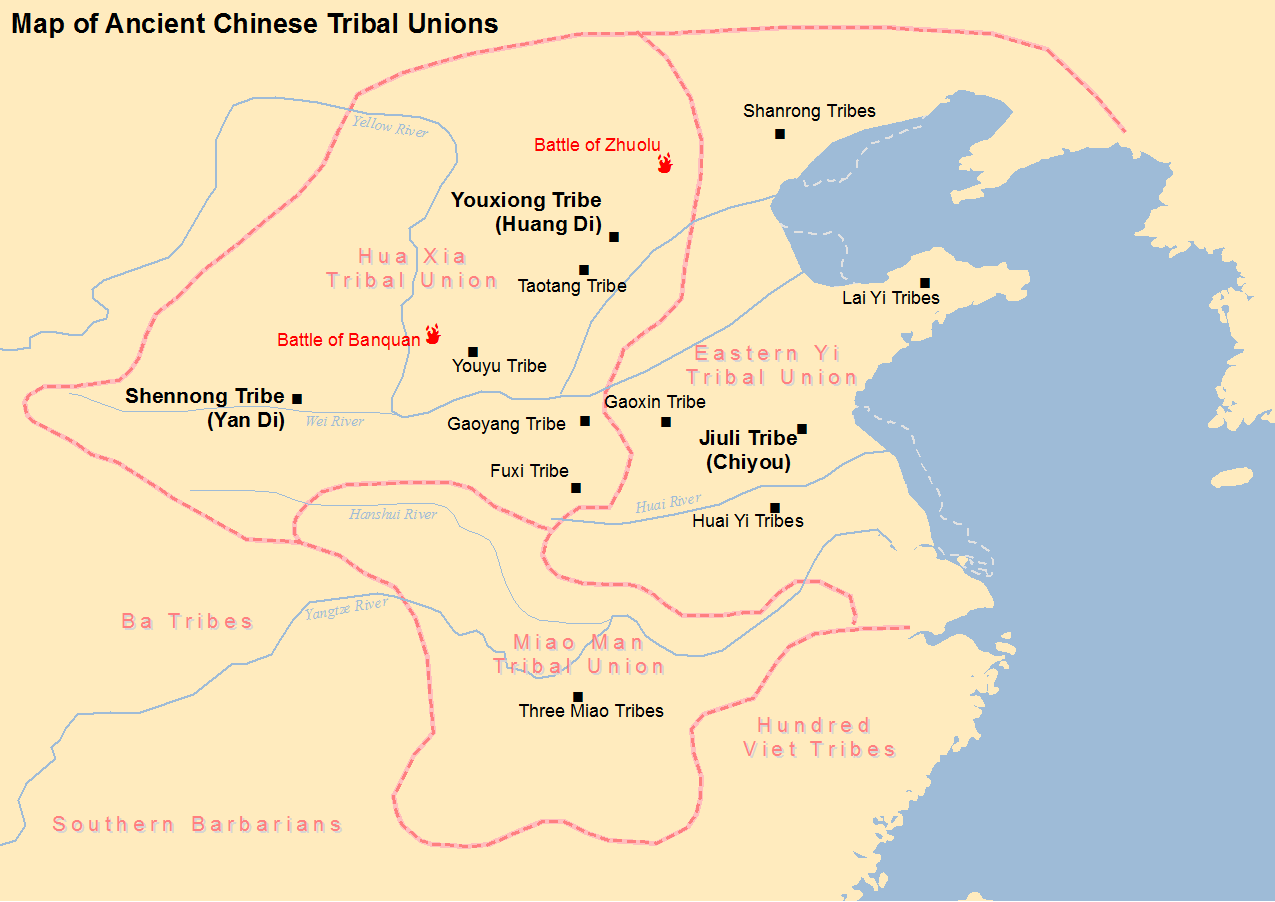
خريطة توضح موقع معركة زولو وقبيلة تشي يو

عندما كان الإمبراطور يان يقود قبيلته في صراعات مع قبائل لي التاسعة بقيادة تشي يو، لم يكن الإمبراطور يان أمامه أي فرصة وخسر المعركة. وقد هرب، ثم انتهى به الأمر إلى تشولو وهو يتوسل للمساعدة من الإمبراطور الأصفر. وفي هذه المرحلة بدأت المعركة الملحمية بين تشي يو وقوات الإمبراطور الأصفر. واستمرت المعركة لمدة 10 سنوات مع تشي يو الذي يحمل اليد العليا. أثناء معركة زولو، تنفس تشي يو ضبابًا سميكًا وحجب ضوء الشمس. ثم استمرت المعركة لأيام بينما كان جانب الإمبراطور في خطر. وفقط بعد أن اخترع الإمبراطور الأصفر عربة التأشير الجنوبية، وجد طريقه للخروج من ساحة المعركة. ثم استحضر تشي يو عاصفة شديدة. فدعا الإمبراطور الأصفر ديمون نوبا (女魃) الذي نسف سحب العاصفة وأخلى ساحة المعركة. ولم يستطع تشي يو وجيشه الصمود، وبعد ذلك تم قتلهم من قبل الإمبراطور الأصفر. وبعد هذه الهزيمة، يقال إن الإمبراطور الأصفر أصبح سلف كل هواكسيا. وأجبر همونغ على العيش في الجبال وترك مملكة لي. وبعد وفاة تشي يو، قيل إنها أمطرت الدم لبعض الوقت.

## التأثير المجتمعي

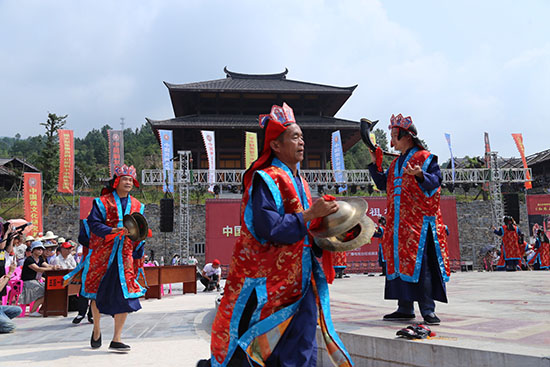
قساوسة نوو يؤدون طقساً في معبد تشي يو نو في شينخوا، هونان

وطبقاً لسجلات المؤرخ العظيم، فإن تشين شي هوانغ كان يعبد تشي يو كإله للحرب، وليو بانغ كان قد تعبد وبجل في ضريح تشي يو قبل معركته الحاسمة ضد شيانغ يو. اللقب الأسطوري إله الحرب أعطي لتشي يو؛ لأن الإمبراطور الأصفر والإمبراطور يان لم يستطعا هزيمة تشي يو لوحده. وفي الإجمال، فاز تشي يو بتسعة معارك كبرى بما في ذلك ثمانين مواجهة ثانوية. في الحرب العاشرة والأخيرة، جمع كلا الأباطرة قواتهم وقهروا تشي يو. وما زال تشي يو يمثل شخصية تُبجل/تُقدس إلى اليوم.
في إحدى الحلقات الأسطورية، بعد أن ادعى تشي يو أنه لا يمكن قهره، ألقت الإلهة نوا عليه قرصًا حجريَّا من جبل تاي فلم يتمكن تشي يو من سحق الحجر، ولكنه تمكن رغم ذلك من الفرار. ومنذ ذلك الحين، أصبح القرص الحجري الذي يتخذ شكل الأصابع الخمس، والمدرج في قائمة "جبل تاي شيجاندانغ [الإنجليزية]" (泰山石敢當) سلاحاً روحياً لمنع الشر والكوارث. وطبقاً لملاحظات الرسام لوو بينغ في عهد سلالة تشينغ: «أمر الإمبراطور الأصفر رجاله بقطع رأس تشي يو بعد أن تم فصل رأس تشيو عن جسده، تم نقش صورته في وقت لاحق على أواني القرابين كتحذير لأولئك الذين يطمحون إلى القوة والثروة».
ذكرت قصة الهائيكي مُذنبًا «من النوع الذي يسمى لواء تشي يو أو النفس الأحمر».

## في الثقافات الشعبية
- «تشيه يو» (الذي صُوِّرَ كتنين) هو أحد الشخصيات في لعبة الفيديو (The Settlers III) ذات الخلفية الدرامية.
- تشي يو اسم مخلوق أراغامي في لعبة بلاي ستيشن المحمولة (God Eate).
- يستند كتاب الرسوم الهزلية الجلاد السماوي جزئياً على الأساطير الخاصة بتشي يو.
- الخصم الرئيسي في ملحمة شينمين، لان دي، هو أحد القادة في مجموعه تسمى رجال تشي يو الذين يسعون إلى ايقاظ قوة الإله تشي يو.[16]
- هناك تعديل ميكانيكي يُستخدم في مجتمع السجائر الإلكترونية يُعرف باسم تشي يو.
- وهو أيضاً شيطان متكرر الظهور في سلسلة ألعاب الفيديو (Megami Tensei).
- تشي يو يظهر أيضا كعدو رئيسي فرعي في لعبة الفيديو لا-مولانا.
- لقد أصبحت عشيرة تشي يو مجموعة من القتلة/الكهنة في المملكة، حيث كان تشيانغ لي ذات يوم جزءاً منها.

## معلومات المراجع
- Michael J. Puett, The Ambivalence of Creation: Debates Concerning Innovation and Artifice in Early China. 2001